# Кроичи (Горж)
Кроичи (рум. Croici) насеље је у Румунији у округу Горж у општини Матасари. Oпштина се налази на надморској висини од 273 m.

## Становништво
Према подацима из 2002. године у насељу је живело 427 становника, од којих су сви румунске националности.